# La Perrière, Savoie
La Perrière är en kommun i departementet Savoie i regionen Auvergne-Rhône-Alpes i sydöstra Frankrike. Kommunen ligger i kantonen Bozel som tillhör arrondissementet Albertville. År 2018 hade La Perrière 498 invånare.

## Befolkningsutveckling
Antalet invånare i kommunen La Perrière
| Referens: INSEE |